# Kornberg bei Riegersburg
Kornberg bei Riegersburg  var en kommun i distriktet Südoststeiermark i förbundslandet Steiermark i Österrike. Den bestod av fem orter (Ortschaften) (inom parentes invånarantal 1 januari 2024):
- Bergl (287)
- Dörfl (205)
- Edelsgraben (112)
- Oberkornbach (123)
- Schützing (428)

Kommunen blev den 1 januari 2015 en del av kommunen Riegersburg. 